# Sense Of Self
『Sense Of Self』（センス・オブ・セルフ）は、浜田麻里の20枚目のアルバム。トライエム／Midget Houseから2003年8月27日に発売された。

## 制作
前作『marigold』以来1年半ぶりの作品で、デビュー20周年の一環として、ベスト・アルバム『INCLINATION II』（2003年）、シングル「Ash And Blue」（2003年）に続く第3弾として発表された。
前作同様、大槻啓之に演奏を一任する形で制作され、ミックスは浜田の意思を最大限に反映させられる環境に戻すため、ビクタースタジオのエンジニアと共に行われた。

## 音楽性
1曲目の「Ash And Blue」は、先行シングルとして発表され、今作では「Album Mix」として収録されている。浜田はポリドール時代の楽曲にあった内省感とは少しった内なる自分の姿勢みたいなものを、ロックサウンドに乗せて歌詞にしたと述べたうえで、歌詞の世界観を含め「若干、マニアックな匂いもするロックに行きついた」と懐古している。
10曲目の「There's a will, There's a way」は、アルバムの中で一番ポップな楽曲で、浜田はタイトルに関して「よく考えたらあれが一つの指針と言いますか、座右の銘みたいな。状況としてはまだまだ頭を押さえつけられている時代でしたが、自分の信念を基盤に、みなさんが目を向けてくださるようなアーティスト活動をもう一度グッと盛り上げていこうという強い意志がきっとあったんでしょう。それでそういう言葉を選んだんだと思います」と懐古している。

## 批評
| 専門評論家によるレビュー | 専門評論家によるレビュー |
| レビュー・スコア         | レビュー・スコア         |
| 出典                     | 評価                     |
| ------------------------ | ------------------------ |
| CDジャーナル             | 肯定的                   |

『CDジャーナル』は、ハードロック調の楽曲が増えたことに対して「過去から現在を結ぶ作風に映る」としたうえで、アルバムのタイトルを『自我』と直訳できるとし「自分を見つめ直して、未来へ向かう意識も感じられる」と肯定的な評価をしている。

## 収録曲
| 全作詞: 浜田麻里。 |                                   |           |                     |                                           |      |
| #                  | タイトル                          | 作詞      | 作曲                | 編曲                                      | 時間 |
| 1.                 | 「Ash And Blue」(Album Mix)       | 浜田麻里  | 大槻啓之            | - 大槻啓之 - ヴォーカルアレンジ: 浜田麻里 | 4:06 |
| 2.                 | 「Individuals」                   | 浜田麻里  | 大槻啓之            | - 大槻啓之 - ヴォーカルアレンジ: 浜田麻里 | 4:36 |
| 3.                 | 「Back to Cypher」                | 浜田麻里  | 大槻啓之            | - 大槻啓之 - ヴォーカルアレンジ: 浜田麻里 | 4:33 |
| 4.                 | 「Missing Link」                  | 浜田麻里  | 大槻啓之            | - 大槻啓之 - ヴォーカルアレンジ: 浜田麻里 | 5:02 |
| 5.                 | 「Stardust」(Album Version)       | 浜田麻里  | 浜田麻里            | - 松崎雄一 - ヴォーカルアレンジ: 浜田麻里 | 5:24 |
| 6.                 | 「Stone-cold」                    | 浜田麻里  | 浜田麻里            | - 大槻啓之 - ヴォーカルアレンジ: 浜田麻里 | 5:13 |
| 7.                 | 「Necessary Condition」           | 浜田麻里  | 大槻啓之            | - 大槻啓之 - ヴォーカルアレンジ: 浜田麻里 | 4:43 |
| 8.                 | 「September Ennui」               | 浜田麻里  | 大槻啓之            | - 大槻啓之 - ヴォーカルアレンジ: 浜田麻里 | 4:39 |
| 9.                 | 「There's a will, There's a way」 | 浜田麻里  | 藤井陽一 & 浜田麻里 | - 大槻啓之 - ヴォーカルアレンジ: 浜田麻里 | 5:13 |
| 10.                | 「Beautiful Days」                | 浜田麻里  | 浜田麻里            | - 大槻啓之 - ヴォーカルアレンジ: 浜田麻里 | 6:10 |
| 合計時間:          | 合計時間:                         | 合計時間: | 合計時間:           | 49:39                                     |      |

## 参加ミュージシャン
- All Instruments arranged & performanced by 大槻啓之 (Except “Stardust”)
- “Stardust”
  - Arranged & production : 松崎雄一
- All vocals arranged & Recorded by 浜田麻里
- Mixed by 内田孝弘 (Victor studio)

## リリース日一覧
| 地域 | リリース日    | レーベル                                       | 規格   | 規格品番   | 概要                                                | 順位 |
| ---- | ------------- | ---------------------------------------------- | ------ | ---------- | --------------------------------------------------- | ---- |
| 日本 | 2003年8月27日 | トライエム／Midget House                       | CD     | MOCR-3013  |                                                     | 73位 |
| 日本 | 2014年1月15日 | 徳間ジャパンコミュニケーションズ／Midget House | SHM-CD | TKCA-10073 | デジタル・リマスタリング / 30周年記念高音質SHM-CD化 | -    |